# 羅馬式敬禮

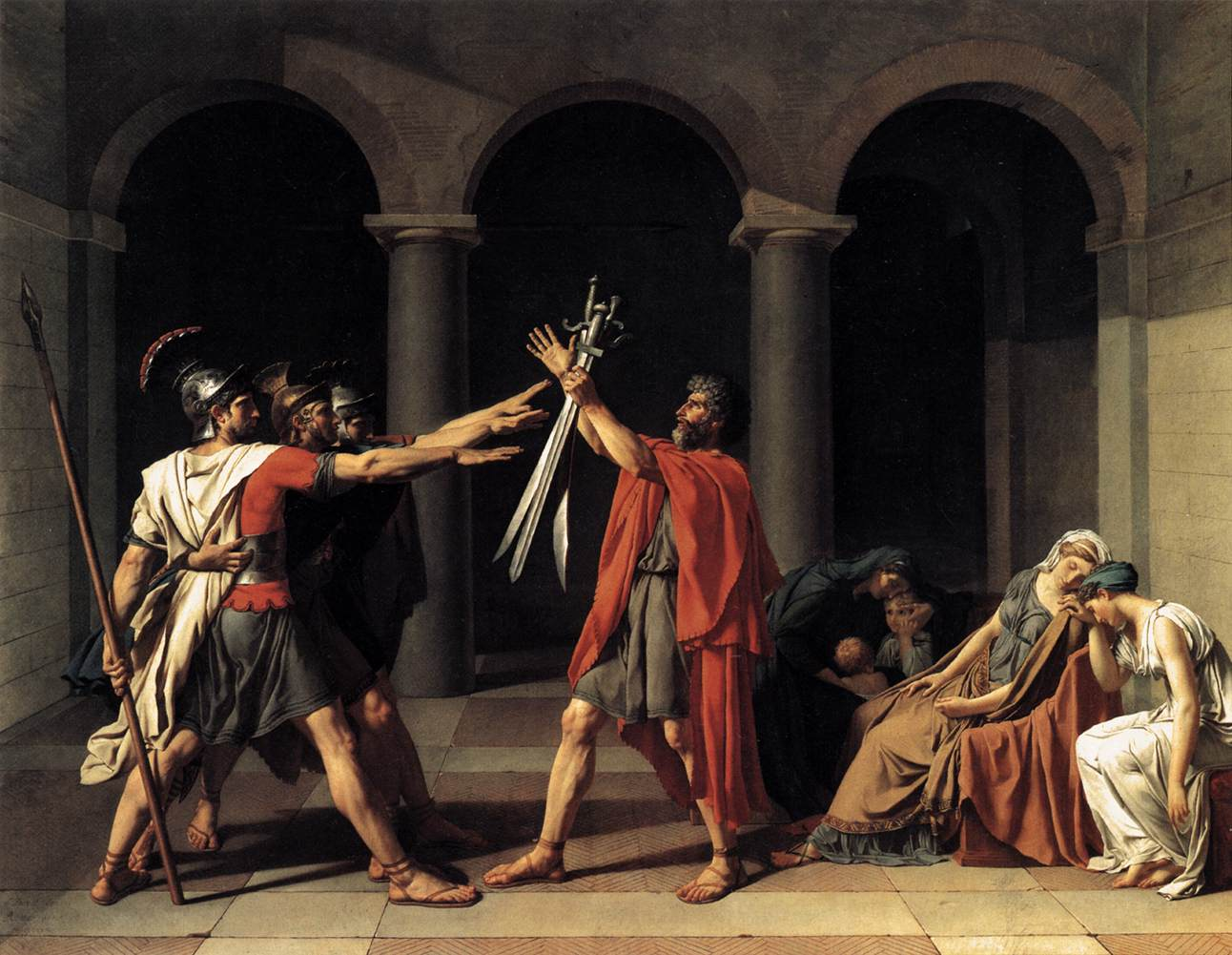
雅克-路易·大衛《荷拉斯兄弟之誓》（1784年）

羅馬式敬禮（義大利語：Saluto Romano）是右手掌心向下、向前直伸的姿勢。一些情況下，右臂向上與地面成一定角度（水平向上45度），而另一些情況下，右臂與地面平行。前一種情況便是法西斯主義標誌手勢納粹禮的由來。

## 起源
羅馬式敬禮通常被認為是由古羅馬的致意習慣發展而來。然而，古羅馬文獻中沒有任何相關記載，古羅馬藝術作品中呈現的敬禮致意姿勢與現代的羅馬式敬禮也並無多少相似之處。
法國畫家雅克-路易·大衛1784年的畫作《荷拉斯兄弟之誓》中三兄弟立誓的手勢正是現在流傳的羅馬式敬禮的由來。這種手勢被作為古羅馬文明的標識，出現在其後更多的法國新古典主義藝術作品中。到了19世紀末、20世紀初，各種戲劇及影視作品產生的流行文化更將這個手勢作為古羅馬傳統進一步闡釋。

## 法西斯的采用

### 意大利

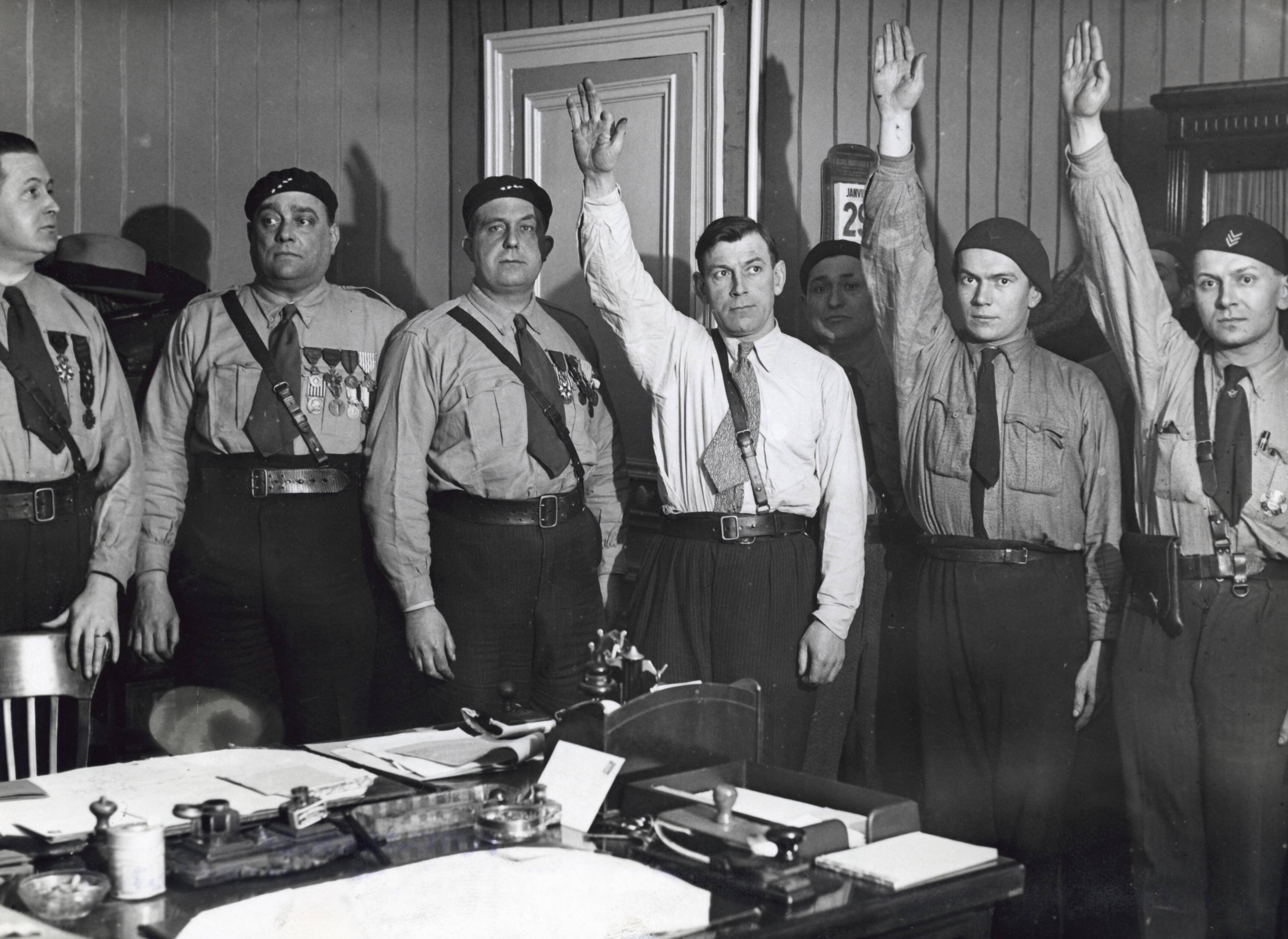
法西斯主义者的罗马式敬礼。

1914年，意大利民族主義者加布里埃尔·邓南遮在其编剧的電影《卡比利亚》中使用了罗马式敬礼。邓南遮对贝尼托·墨索里尼有著深遠影響。當國家法西斯黨上台執政後，墨索里尼夢想復興和仿效國力輝煌的古羅馬帝國。1923年，由墨索里尼帶領的法西斯黨，已逐步採用這種敬禮方式。

### 德國
德國的納粹禮亦是由羅馬式敬禮演變而來。由此，羅馬式敬禮成為法西斯主義的一個精神標誌。

### 西班牙
西班牙考迪羅佛朗哥的長槍黨政權（1939至1975年）和德國納粹黨及意大利法西斯黨，一樣使用納粹禮/羅馬式敬禮，由於獨裁政權直到1975年佛朗哥逝世才結束，所以能見到冷戰時期西班牙人行類似敬禮的奇觀。

## 現況
自二戰以後，使用羅馬式敬禮成為西方國家的忌諱，在德國和奧地利已立法禁止。在意大利，其使用也被限制。一部分新纳粹及极右翼势力为了逃避法律的限制，竖起大拇指、食指和中指来取代纳粹礼。美国自1892年起，在效忠宣誓时使用贝拉米敬礼，同罗马式敬礼很类似。但亦因為反法西斯的缘故，在1942年被废除。部份因該手勢而受責的人，有：
- 2013年3月，希臘球員卡提蒂斯（英语：Giorgos Katidis）在場上用納粹手勢慶祝進球，之後被希臘足協宣布永不能入選國家隊[3]。
- 2016年9月5日，意大利球迷在以色列足球隊對意大利的世界盃外圍賽比賽開始前行納粹禮，導致意大利足球協會被罰2.7萬歐元。[4]

為了否認對自己行納粹敬禮的指責，部分納粹主義者稱，羅馬式敬禮仍然被其他地方的民眾和政府廣泛使用，如墨西哥，葡萄牙（军方使用），中華民國台灣（作为公职人员誓敬礼）及部分法语区非洲国家。
在德國，以藝術、科研或者歷史教學或報道為目的的引用得到放寬限制。